# Trafficosaurus luminoso
De Trafficosaurus luminoso was een beeldengroep bestaande uit een hengst, een merrie en een veulen - die geïnstalleerd werd op de rotonde naast de parkeergarage van het LUMC, achter NS-station Leiden Centraal, in de Nederlandse stad Leiden. Het basismateriaal van het werk bestond uit pvc, lantaarnpalen, versteviging door metalen kabels en pennen, en in beton gegoten fundamenten.
Volgens de kunstenaar (Merijn Tinga, 1974) wordt met een dergelijk initiatief gehoor gegeven aan de oproep tot 'cultureel ondernemerschap' vanuit de overheid. Een eerder poging tot plaatsing van het kunstwerk in Leiderdorp mislukte.